# Rettigska palatset
Ej att förväxlas med Rettigska huset i Stockholm eller med Rettigska palatset i Gävle

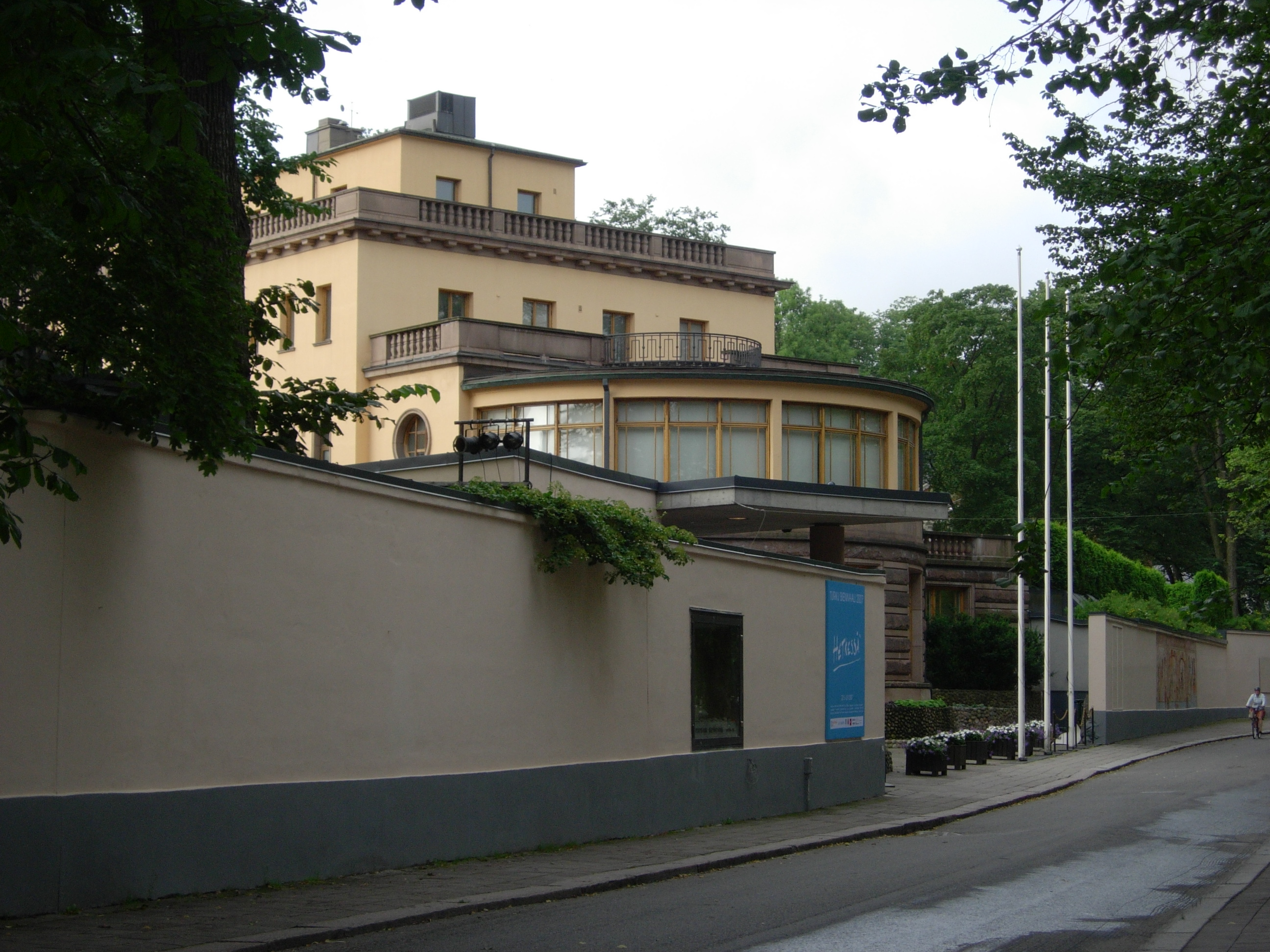
Rettigska palatset i Åbo.

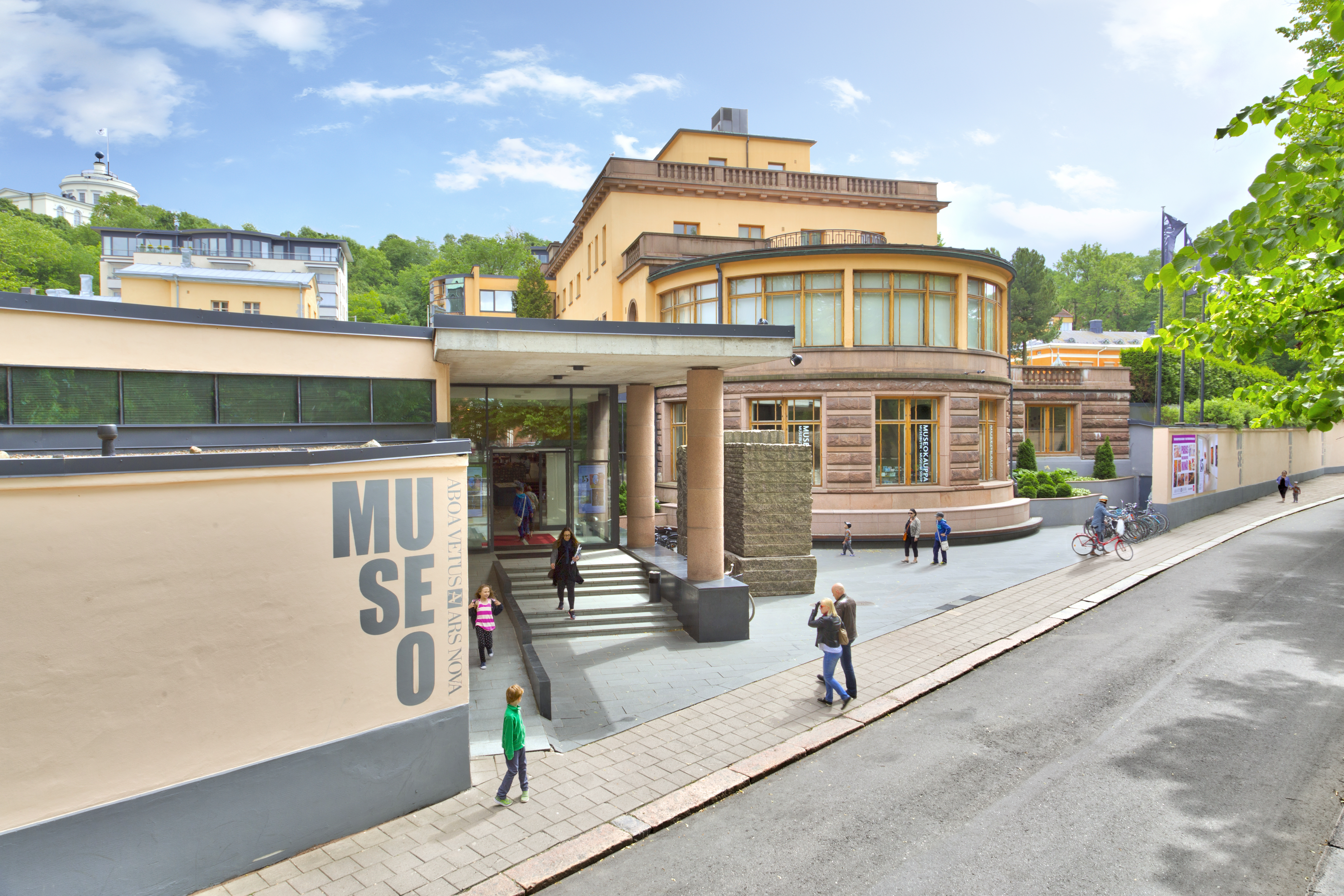
Rettigska palatset som museet Aboa Vetus Ars Nova

Rettigska palatset, egentligen Villa von Rettig, är en byggnad i centrala Åbo vid stranden av Aura å. Den byggdes i barock-klassicismens anda 1928 av vicekonsul Hans von Rettig (1894–1979) efter ritningar av Bertel och Valter Jung. Förutom biblioteket och den stora matsalen ritade Valter Jung även palatsets inredning. 
Runt palatset ritades två olika trädgårdar, där den ena mot Nunnegatan var i engelsk stil, och den andra mot Rettigbrinken var en symmetrisk park med vattentema.
Fram till 1979 fungerade palatset som familjen Rettigs residens. Numera används palatset av museet Aboa Vetus Ars Nova.